# إيارا فارغاس
إيارا فارغاس (29 أكتوبر 1921 - 16 مارس 2007) كانت سياسية وفيلسوفة برازيلية. كانت واحدة من مؤسسي حزب العمل الديمقراطي ونائبة ولاية غوانابارا وريو دي جانيرو.
إلى جانب ذلك، كانت ابنة أخت جيتوليو فارغاس.